# Eleições parlamentares europeias de 2009 (Bulgária)

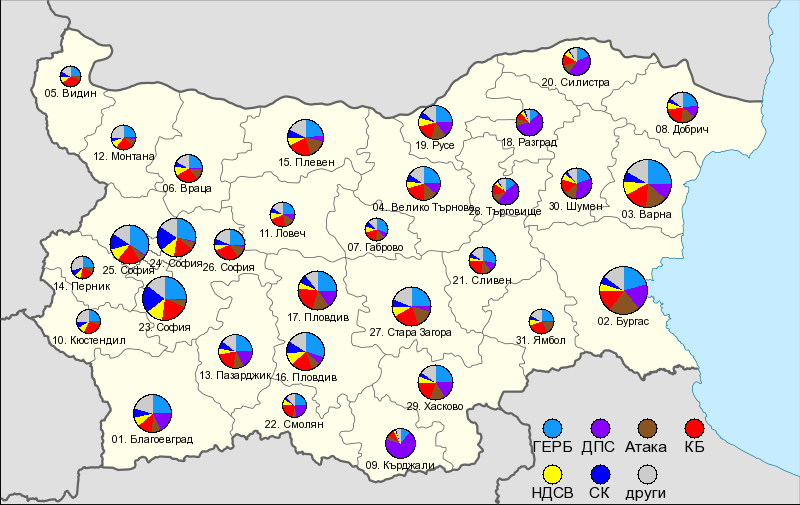
Mapa eleitoral do pleito de 2009. Autor: Спас Колев

As eleições parlamentares europeias de 2009 na Bulgária realizaram-se a 7 de junho e serviram para eleger os 17 deputados nacionais ao Parlamento Europeu.

## Resultados Oficiais
| Partido                 | Partido                                          | Votos     | %               | +/-   | Deputados | +/-     |
| ----------------------- | ------------------------------------------------ | --------- | --------------- | ----- | --------- | ------- |
|                         | Cidadãos pelo Desenvolvimento Europeu            | 627 693   | 24,36 / 100,00  | 2,68  | 5 / 17    | Estável |
|                         | Partido Socialista                               | 476 618   | 18,50 / 100,00  | 2,91  | 4 / 17    | 1       |
|                         | Movimento pelos Direitos e Liberdades            | 364 197   | 14,14 / 100,00  | 6,12  | 3 / 17    | 1       |
|                         | Ataque                                           | 308 052   | 11,96 / 100,00  | 2,24  | 2 / 17    | 1       |
|                         | Movimento Nacional pela Estabilidade e Progresso | 205 146   | 7,96 / 100,00   | 1,69  | 2 / 17    | 1       |
|                         | Coligação Azul                                   | 204 817   | 7,95 / 100,00   | Novo  | 1 / 17    | Novo    |
|                         | LIDER                                            | 146 984   | 5,70 / 100,00   | Novo  | 0 / 17    | Novo    |
|                         | Ordem, Lei e Justiça                             | 120 280   | 4,67 / 100,00   | 4,20  | 0 / 17    | Estável |
|                         | IMRO - Movimento Nacional Búlgaro                | 57 931    | 2,25 / 100,00   | Novo  | 0 / 17    | Novo    |
|                         | Outros                                           | 64 716    | 2,51 / 100,00   |       | 0 / 17    |         |
| Votos Inválidos         | Votos Inválidos                                  | 25 245    | 0,97 / 100,00   | 0,71  |           |         |
| Total                   | Total                                            | 2 601 679 | 100,00 / 100,00 |       | 17 / 17   | 1       |
| Eleitorado/Participação | Eleitorado/Participação                          | 6 684 770 | 37,49 / 100,00  | 8,27  |           |         |
| Fonte                   | Fonte                                            | [ 1 ]     | [ 1 ]           | [ 1 ] | [ 1 ]     | [ 1 ]   |